# Дофлейн, Франц Теодор
Франц Теодор Дофлейн (англ. Franz Theodor Doflein; 1873—1924) — немецкий зоолог и протистолог.

## Биография
Франц Дофлейн изучал естественные науки в Мюнхене и Страсбурге с 1893 по 1898 год, при этом на него оказал влияние зоолог Людвиг Дедерляйн. С 1901 года он работал в королевской баварской Зоологической государственной коллекции Мюнхена. В 1912 он стал преемником Августа Вейсмана на кафедре зоологии во Фрайбургском университете и, наконец, в 1918 году сменил на посту Вилли Кюкенталя во Вроцлаве. Его ассистент Отто Кёлер стал одним из основателей этологии в Германии. Дофлейн предпринял несколько долгих исследовательских поездок (1898 — Центральная Америка и США; 1904—1905 — Китай, Япония, Цейлон; 1917—1918 — Македония). Результатом экспедиции в Японию в 1904 году стал обширный материал морских животных из залива Сагами (англ. Sagami Bay), который он привёз в Мюнхен.
Его учебник по протозоологии «Lehrbuch der Protozoenkunde» (1906) стал первым обширным обобщающим учебником в этой области. Во второй книге «Tierbau und Tierleben» (Строение и жизнь животных), изданной совместно с Рихардом Гессе, он рассматривал роль человека в экологических взаимоотношениях. Его книги «Ostasienfahrt» (1906) и «Македония» (1921), снабжённые собственными акварельными рисунками и фотографиями, содержат не только информацию по биологии или зоологии, но также интересные современные сведения о стране и людях.

## Труды
- Lehrbuch der Protozoenkunde : eine Darstellung der Naturgeschichte der Protozoen mit besonderer Berücksichtigung der parasitischen und pathogenen Formen. - Jena : Fischer, 1906
- Tierbau und Tierleben in ihrem Zusammenhang betrachtet : 2. Band: Das Tier als Glied des Naturganzen. - Berlin und Leipzig: B. G. Teubner, 1914
- Der Ameisenlöwe : eine biologische, tierpsychologische und reflexbiologische Untersuchung. - Jena: Fischer, 1916
- Von den Antillen zum Ferne Westen. Reiseskizzen eines Naturforschers : Jena, 1900
- Ostasienfahrt : Erlebnisse und Beobachtungen eines Naturforschers in China, Japan und Ceylon. Teubner. Leipzig und Berlin, 1906
- Mazedonien : Erlebnisse und Beobachtungen eines Naturforschers im Gefolge des deutschen Heeres. - Jena: Fischer, 1921